# نهر موبيل
نهر موبايل (بالإنجليزية: Mobile River) هو نهر يقع في الجنوب ألاباما في الولايات المتحدة. تشكل من التقاء نهري تومبيغبي وألاباما، ويمتد على مسافة تقدر بـ 45 ميل (72 كم) ويصرف النهر مساحة 44,000 ميل مربع (110,000 كـم2) في منطقة ألاباما، مع مستجمعات المياه تمتد إلى ميسيسيبي، جورجيا، وتينيسي. حوض الصرف الخاص به هو رابع أكبر أحواض تصريف التيار الأساسي بالكامل في الولايات المتحدة. قدم النهر تاريخيا الوصول الملاحي الرئيسي لألاباما. منذ بناء ممر تينيسي-تومبيجبي المائي، كما يوفر طريقا بديلا إلى مستجمعات المياه لنهر أوهايو.
ينضم نهرا تومبيغبي وألباما لتشكيل نهر موبيل حوالي 50 ميل (80 كـم) شمال شرق مدينة موبيل، على طول الخط الفاصل بين مقاطعتي موبيل وبالدوين. يتدفق التيار المشترك جنوبًا، في مسار متعرج. وعلى بعد ما يقرب من 6 ميل (10 كـم) في اتجاه مجرى النهر تنقسم قناته مع تدفق المحمول على طول القناة الغربية. يتدفق نهر تنسو، وهو خليج من نهر موبيل، وإلى جانب الشرق، ويفصل بين 2 إلى 5 ميل (3 إلى 8 كـم) ليتجه جنوبًا. يتدفق نهر موبيل عبر دلتا نهر تلسو-موبيل ويصل إلى خليج موبيل ثم إلى خليج المكسيك شرق وسط مدينة موبيل.

## التنوع البيولوجي
دعم حوض النهر المتنقل تاريخيًا أكبر تنوع بيولوجي لأنواع حلزون المياه العذبة في العالم (Bogan et al. 1995)، بما في ذلك ستة أجناس وأكثر من 100 نوع كانت مستوطنة في حوض النهر المتنقل. خلال العقود القليلة الماضية، تناولت المنشورات في الأدبيات العلمية في المقام الأول التأثير الواضح على هذا التنوع الحيوي بعد بناء السدود داخل حوض النهر المتنقل وغمر الموائل الضحلة الواسعة (مكان ضحل في جسم مائي) عن طريق حجز المياه.
تحتوي محطة توليد الكهرباء جيمس إم باري، المملوكة لشركة ألاباما باور، على حفرة تسرب غير مبطنة للرماد المتطاير تقع "على أرض تقع داخل ملتوية شديدة الانحدار في النهر المتنقل". لهذا السبب تم وصف النهر بأنه ثالث أكثر الأنهار المهددة بالانقراض في الولايات المتحدة.

## المعابر
هذه قائمة بالجسور والمعابر الأخرى للنهر المتنقل من خليج موبايل في أعلى المنبع إلى مصدره عند التقاء نهري تومبيجبي وألاباما. تمت مناقشة المقترحات الخاصة بجسر جديد لنقل الطريق السريع 10 فوق النهر لعدة سنوات. تجري وزارة النقل في ألاباما حاليًا دراسة الأثر البيئي لمثل هذا المعبر وفي توسيع جوبيلي باركواي، الذي يحمل الطريق السريع 10 عبر موبايل باي. موقع هذا الجسر محل جدل كبير من بعض الأطراف التي تدفع من أجل عبور جنوب الأنفاق الحالية بينما يعارض البعض الآخر أي شيء يقع جنوب جسر كوكرين-أفريكتاون الولايات المتحدة الأمريكية.
| عبور                                              | يحمل                                              | الموقع       | الإحداثيات |
| ------------------------------------------------- | ------------------------------------------------- | ------------ | ---------- |
| نفق جورج والاس                                    | الطريق السريع 10                                  | مدينة موبايل |            |
| نفق بانكهيد                                       | طريق الولايات المتحدة 98                          | مدينة موبايل |            |
| جسر كوكرين-أفريكاتاون بالولايات المتحدة الأمريكية | طريق الولايات المتحدة 90 طريق الولايات المتحدة 98 | مدينة موبايل |            |
| جسر 14 ميل                                        | النقل                                             |              |            |
| جسر الجنرال دبليو كي ويلسون جونيور                | الطريق السريع 65                                  |              |            |

## معرض الصور
- نهر موبيل عند منطقة أولد فورت ستوفرت لرسو السفن، بالقرب من ماونت فيرنون، ألاباما، في عام 2009.
- منظر جوي لنهر موبايل عند التقائه مع جدول تشيكاسو، على بعد حوالي 5 أميال (8 كم) فوق خليج موبايل. التقطت هذه الصورة حوالي عام 1990 أثناء بناء جسر كوكرين-أفريكاتاون الذي يحمل طريق الولايات المتحدة 90 عبر النهر. تظهر في الصورة أرصفة الجسر ورافعة البناء.
- خريطة حوض تصريف النهر المتنقل